# Cmentarz żydowski w Książu Wielkopolskim
Cmentarz żydowski w Książu Wielkopolskim – nieistniejący obecnie kirkut społeczności żydowskiej w Książu Wielkopolskim. Mieścił się około 0,5 km na północ od miasta. W czasie II wojny światowej został całkowicie zdewastowany przez hitlerowców. Nie zachowała się żadna macewa.